# 戈尔迪绍
戈尔迪绍，是匈牙利巴兰尼亚州所辖的一个村。总面积10.88平方公里，总人口309，人口密度28.4人/平方公里（2011年1月1日）。